# Jan Kurz

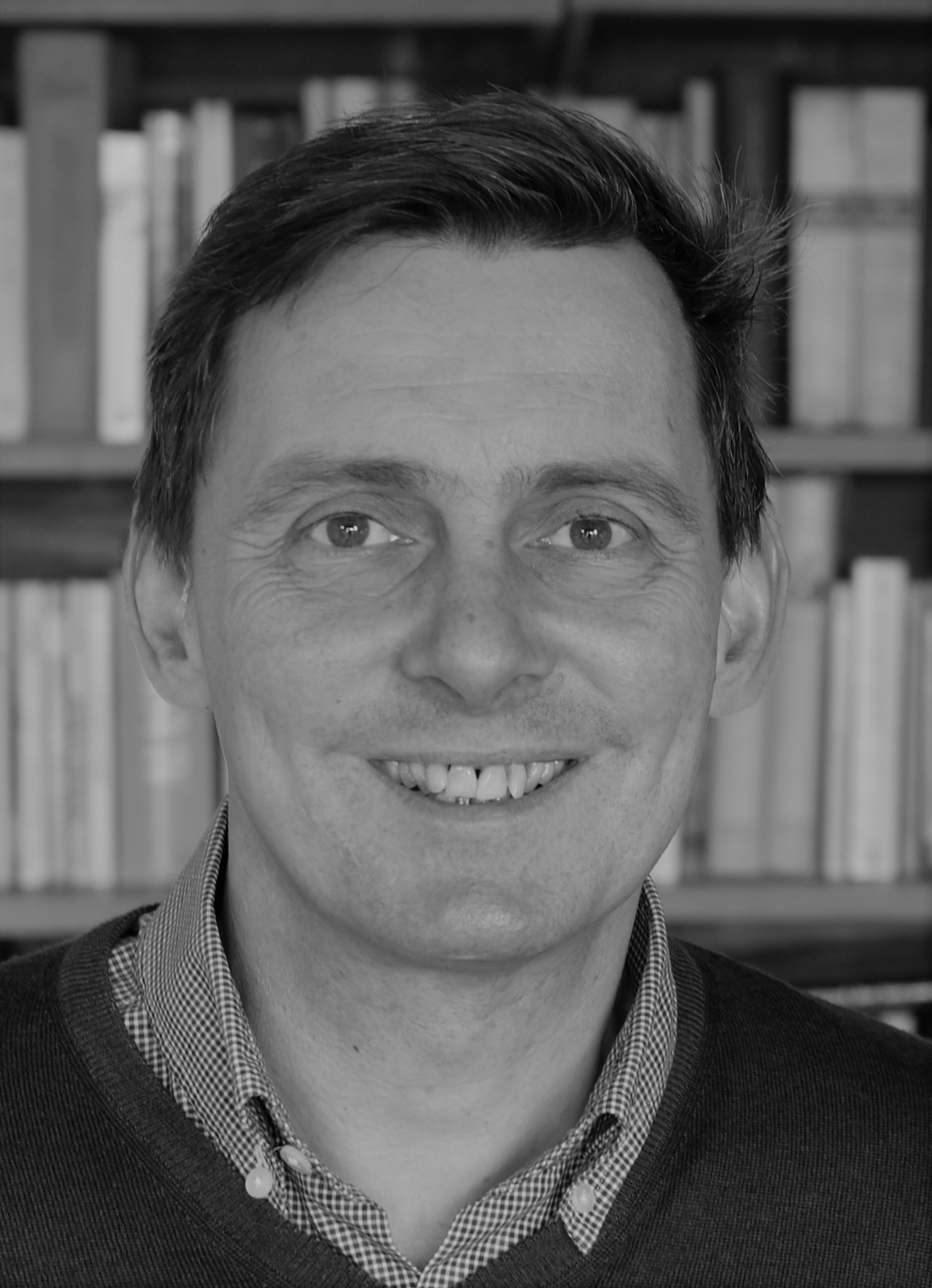
Jan Kurz

 Jan Kurz (* 5. März 1969 in Würzburg) ist ein deutscher Historiker, Herausgeber, Autor und Gründungsmitglied gemeinnütziger Vereine.

## Leben
Jan Kurz wuchs in Bremen auf und machte 1988 dort sein Abitur am Alten Gymnasium. Danach folgten Zivildienst und Studium. Ab 1990 studierte er Mittelalterliche und Neuere Geschichte, Volkswirtschaft und Jüdische Studien an der Albert-Ludwigs-Universität Freiburg, Ruprecht-Karls-Universität Heidelberg und der Hochschule für Jüdische Studien Heidelberg. Er lebt in Hamburg.

## Studium
Er schloss 1995 ab mit Magister artium. 1997/98 war er Gaststudent in Fiesole, Europäisches Hochschulinstitut und Stipendiat und Mitglied des Graduiertenkollegs in Bielefeld, Thema Sozialgeschichte von Schichten, Klassen und Eliten. Seine Dissertation folgte 1999 in Bielefeld über die Entstehung der Studentenbewegung in Italien 1966–1968.

## Beruf
Es folgten verschiedene berufliche Stationen bis zur Gründung der heutigen Skamander Beteiligungsgesellschaft mbH. Jan Kurz gründete mit Dagmar Hirche den seit 2007 bestehenden Verein Wege aus der Einsamkeit e. V. Dieser Verein wurde ins Leben gerufen, um die Senioren betreffende Problematik der zunehmenden Vereinsamung und sozialen Isolation zu thematisieren und zu verändern. Ziel ist es, hierzu Projekte und Initiativen zu unterstützen. Es wurden u. a. kostenfreie Gesprächsrunden ins Leben gerufen zum Thema „Wir versilbern das Netz. Das 1x1 der Tablets/Smartphones für Menschen 65+“. Bis Ende 2019 haben über 6.000 Teilnehmer zwischen 65 und 94 Jahre diese Runden besucht.
Seit 2019 schreibt Jan Kurz in regelmäßigen Abständen Artikel über die Geschichte der Hamburger Elbgemeinden für die Zeitung Der Rissener. Unter anderem beschäftigt er sich darin intensiv mit der Aufarbeitung der Geschichte der Elbgemeinden im Dritten Reich. Mit Beginn des Jahres 2023 hat er eine neue Serie über die Nachkriegszeit in den Elbgemeinden gestartet.
Jan Kurz wird auch als Berater historischer Roman-Hintergründe angefragt, wie zum Beispiel von Michaela Grünig für ihren Roman
Blankenese - Zwei Familien: Licht und Schatten.
Seit 2017 ist Jan Kurz Vorstand im „Förderkreis Historisches Blankenese e. V.“ Der Förderkreis hat es sich zur Aufgabe gemacht, die Geschichte der Elbgemeinden im Hamburger Westen zu erforschen.
Kurz ist Mitautor und Herausgeber von zwei Editionen im KJM-Buchverlag in Hamburg.
- Edition Gezeiten – Wissenschaftliche Texte zur norddeutsche Geschichte und Kultur, speziell zur Geschichte der Unterelbe, der anliegenden Landschaften und ihrer Menschen
- Edition Fischerhaus – Geschichten, Biografien und Erinnerungen aus dem Norden[9]

## Publikationen
- Swinging democracy, Jugendprotest im Dritten Reich, (Geschichte der Jugend, Bd. 19),  Jan Kurz, LIT 1995, ISBN 978-3-89498-096-2
- Die Universität auf der Piazza. Entstehung und Zerfall der Studentenbewegung in Italien 1966 – 1968 (Italien der Moderne, Bd. 9), SH Verlag, Köln 2000,  ISBN 3-89498-096-6.
- Der Tote im Hafen. Ein Berlin-Krimi, Jan Kurz, Mitteldeutscher Verlag Halle 2006, ISBN 978-3-89812-397-6.
- Blankenese in der Weimarer Republik, Hrsg. Jan Kurz, Fabian Wehner, Klaas Jarchow, Förderkreis Blankenese, KJM-Buchverlag Hamburg 2018, ISBN 978-3-96194-091-2.
- Blankenese 1918, Hrsg. Jan Kurz, Fabian Wehner, Klaas Jarchow, Edition Fischerhaus, KJM-Buchverlag Hamburg 2018, ISBN 978-3-96194-063-9.
- Hier ein Winken, dort ein Küsschen: Blankenese und sein berühmter Briefträger Jochen Engel, Helmut Schwalbach, Hrsg. Jan Kurz, Fabian Wehner, Klaas Jarchow,  Edition Fischerhaus Band 4, KJM-Buchverlag Hamburg 2018. ISBN 978-3-96194-054-7.
- Der gute Mensch von Blankenese – Friederike Klünder, Ronald und Maike Holst, Hrsg. Jan Kurz, Fabian Wehner, Klaas Jarchow, Edition Fischerhaus Band 9, KJM-Buchverlag Hamburg 2020, ISBN 978-3-96194-120-9.
- Dr. Max Schmidt, Johann Michael Schmidt, Hrsg. Jan Kurz, Fabian Wehner, Klaas Jarchow, Edition Fischerhaus Band 10, KJM-Buchverlag Hamburg 2020, ISBN 978-3-96194-139-1.
- Die Führungsakademie der Bundeswehr als historischer Ort, Wolfgang Schmidt, Hrsg. Jan Kurz, Fabian Wehner, Klaas Jarchow, Edition Gezeiten Band 5, KJM-Buchverlag Hamburg 2020, ISBN 978-3-96194-119-3.
- Ach was Paris...Blankenese!, Monika Lühmann, Hrsg. Jan Kurz, Fabian Wehner, Klaas Jarchow, Edition Fischerhaus, Band 6, KJM-Buchverlag Hamburg 2020, ISBN 978-3-96194-130-8.
- Blankenese im Nationalsozialismus 1933–39, Hrsg. Jan Kurz; Fabian Wehner, Edition Gezeiten Band 6 im KJM-Buchverlag Hamburg 2021, ISBN 978-3-96194-118-6.